# Lophocampa ingens
Lophocampa ingens är en fjärilsart som beskrevs av Edwards 1881. Lophocampa ingens ingår i släktet Lophocampa och familjen björnspinnare. Inga underarter finns listade i Catalogue of Life.

## Bildgalleri

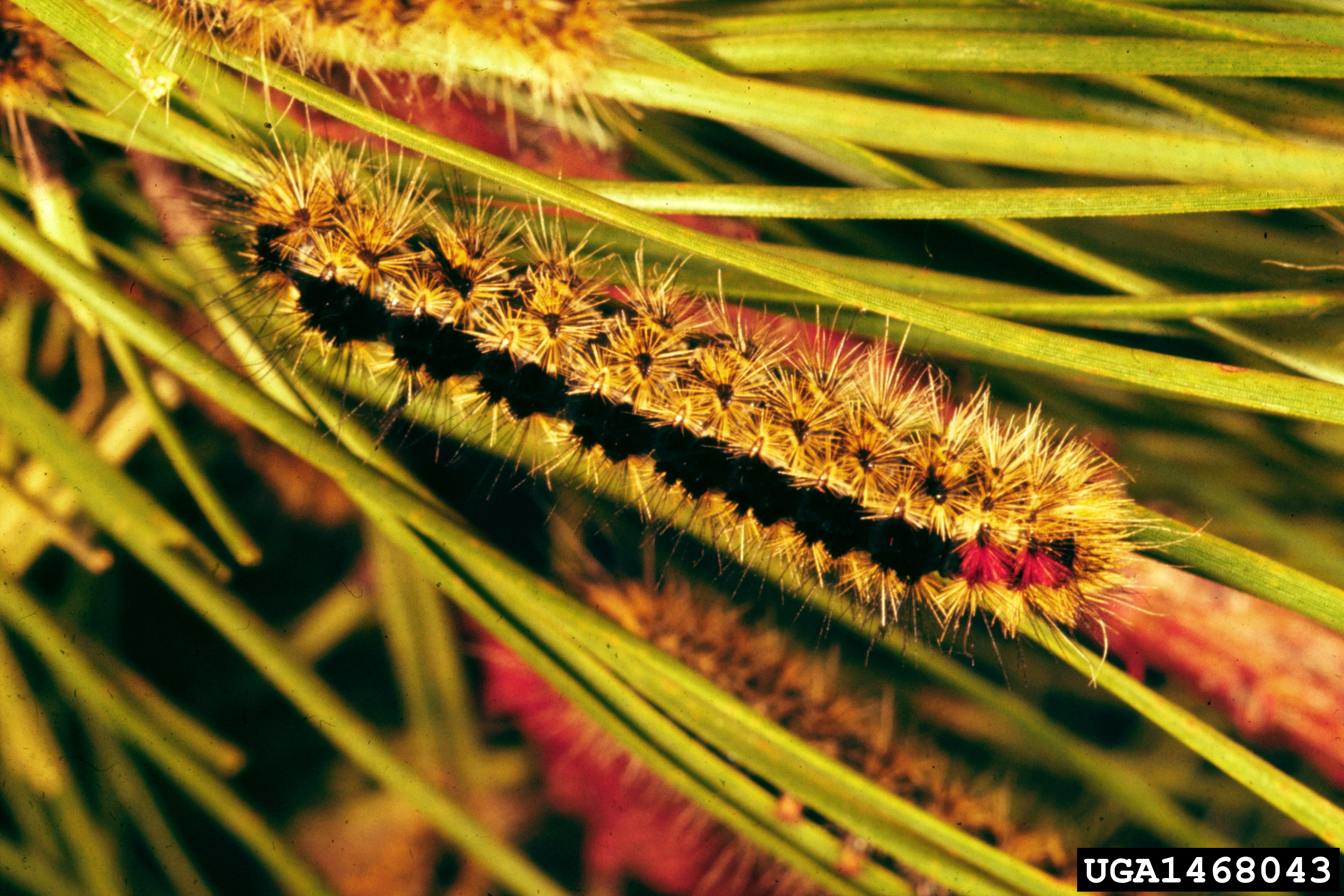
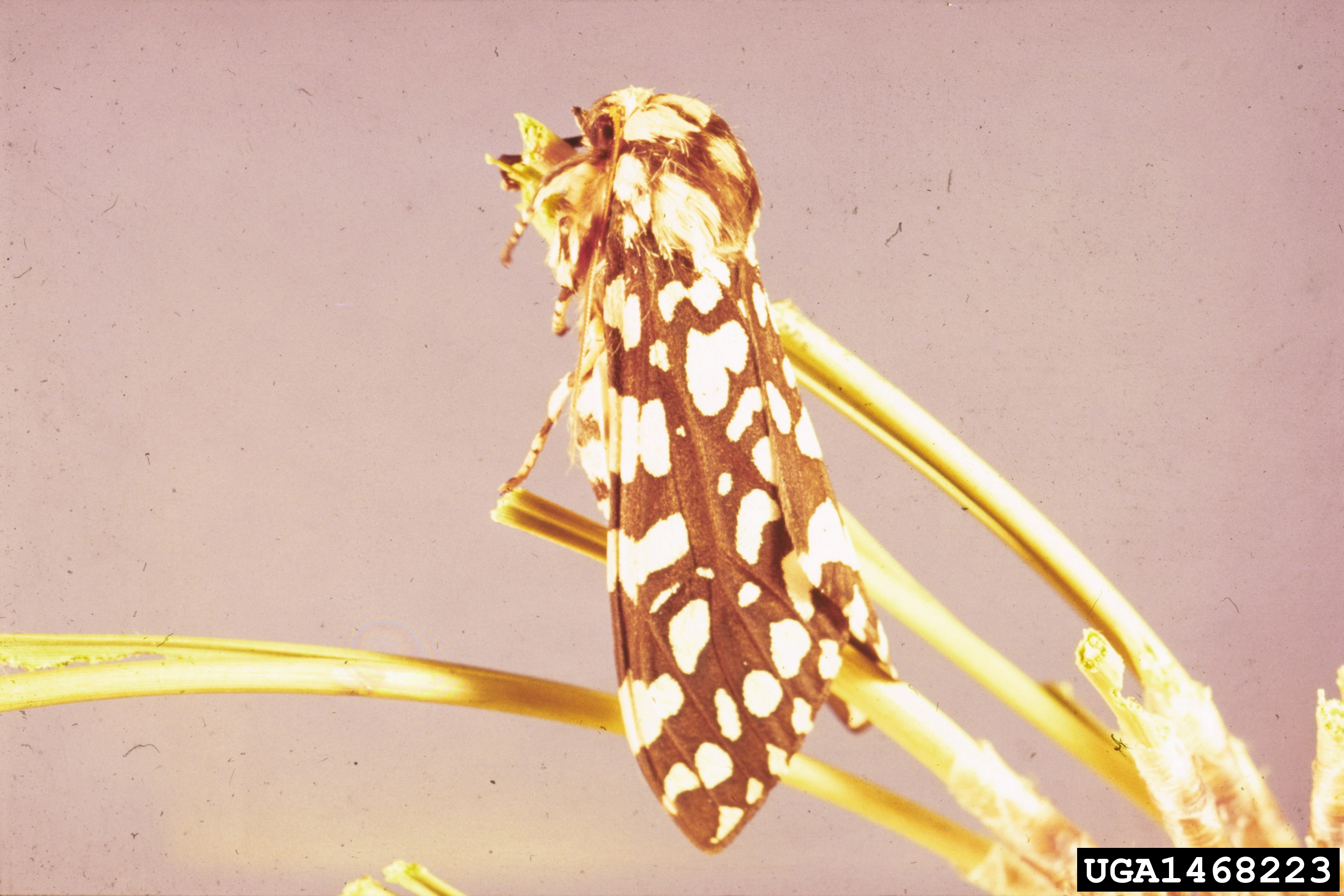